# Остров Моисеева
Остров Моисеева — подковообразный остров в заливе Петра-Великого Японского моря. Находится приблизительно в 2,4 км к юго-западу от острова Рикорда и в 37 км к юго-западу от Владивостока. Покрыт широколиственным лесом, местами небольшие травянистые луга. На севере галечниковый пляж. С юга расположена обширная бухта с валунным и галечниковым пляжем. Там же имеется пересыхающий источник пресной воды.